# أ. إف. موريتز
أ. إف. موريتز (بالإنجليزية: A. F. Moritz)‏ هو ناقد أدبي وشاعر كندي وأمريكي، ولد في 15 أبريل 1947.